# Élections générales nunavoises de 1999
Les élections générales nunavoises de 1999 a eu lieu le 15 février 1999 afin d'élire les 19 députés de la 1re législature de l'Assemblée législative du Nunavut.
Malgré le fait que le Nunavut accède au statut de territoire seulement à partir du 1er avril 1999, l'élection se déroule à l'avance afin que les élus puissent assumer leurs fonctions dès cette date.
Le territoire fonctionne selon un système de gouvernement de consensus sans parti politique. Le premier ministre est donc choisi parmi les élus par les élus.
Peu après l'élection, Paul Okalik est choisi en tant que premier ministre du territoire.

## Liste des élus
| Circonscription               | Membre            |
| ----------------------------- | ----------------- |
| Akulliq                       | Ovide Alakannuark |
| Amittuq                       | Enoki Irqittuq    |
| Arviat                        | Kevin O'Brien     |
| Baker Lake                    | Glenn McLean      |
| Cambridge Bay                 | Kelvin Ng         |
| Hudson Bay                    | Peter Kattuk      |
| Iqaluit Centre                | Hunter Tootoo     |
| Iqaluit Est                   | Ed Picco          |
| Iqaluit West                  | Paul Okalik       |
| Kugluktuk                     | Donald Havioyak   |
| Nanulik                       | James Arvaluk     |
| Nattilik                      | Uriash Puqiqnak   |
| Pangnirtung                   | Peter Kilabuk     |
| Quttiktuq                     | Levi Barnabas     |
| Rankin Inlet North            | Jack Anawak       |
| Rankin Inlet South/Whale Cove | Manitok Thompson  |
| South Baffin                  | Olayuk Akesuk     |
| Tunnuniq                      | Jobie Nutarak     |
| Uqqummiut                     | David Iqaqrialu   |

## Annexe